# Mäe-Tilga
Mäe-Tilga – wieś w Estonii, w prowincji Võru, w gminie Haanja. Wieś położona jest na terenie obszaru chronionego krajobrazu Haanja (est. Haanja looduspark). W jejn sąsiedztwie znajduje się kilka jezior należących do pojezierza Haanja (est. Hannja järved), m.in. Mäe-Tilga, Mäe-Tilga Kogrõjärv, Vällämäe Küläjärv.